# Patrika Darbo
Patrika Darbo (Jacksonville, 6 de abril de 1948), nascida Patrika Davidson, é uma atriz norte-americana. Ela é mais conhecida por seus papéis de Nancy Wesley e Shirley Spectra nas soap operas Days of Our Lives e The Bold and the Beautiful. Também atuou em filmes como The Night Before e Hatchet.
Em 2016, por seu papel na série online Acting Dead, Darbo tornou-se a primeira vencedora em uma categoria especial dos Prêmios Emmy do Primetime dedicada à atuação em séries de comédia de curta duração.

## Primeiros anos
Patrika Davidson nasceu em Jacksonville, Flórida, filha de Patricia Davidson, recepcionista de restaurante, e "Chubby" Davidson, gerente de casa noturna. Ela cresceu em Atlanta, Geórgia. Estudou artes cênicas na Georgia Southern University em Statesboro, Geórgia, graduando-se em 1970, e mais tarde frequentou a Atlanta School of Drama. Trabalhou como gerente de crédito até 1984, quando se tornou atriz profissional.

## Carreira
Após aparecer em diversas produções de teatro, cinema e televisão, Darbo foi contratada pela rede ABC em 1991. Neste ano, o Los Angeles Times noticiou que ela estava realizando uma campanha pessoal por uma indicação ao Óscar de melhor atriz secundária por seu papel na comédia dramática Daddy's Dyin': Who's Got the Will?, roteirizada por Del Shores.
Darbo interpretou Penny Baker em Step by Step (1991–1992). Em 1992, ela apareceu no longa-metragem Leaving Normal no papel de uma garçonete apelidada de 66, contracenando com Meg Tilly e Christine Lahti. Em 1993 ela interpretou Pam Magnus, funcionária bancária assassinada pelo personagem de John Malkovich no filme In the Line of Fire, de Clint Eastwood. Em 1994, ela estrelou como Roseanne Barr em Roseanne and Tom: Behind the Scenes, um telefilme da NBC. Ela interpretou Miss Spencer em Ruby Bridges (1998). De 1998 a 2005, Darbo interpretou Nancy Wesley na soap opera da NBC Days of Our Lives, um papel que lhe rendeu uma indicação a um Emmy de melhor atriz secundária em 2000.
Darbo apareceu como atriz convidada em dois episódios de Seinfeld, "The Revenge" (1991) e "The Sniffing Accountant" (1993). Mais tarde, em 2010, ela também apareceu como convidada na série Dexter, da rede Showtime, no papel de uma senhoria. Entre 2010 e 2012 ela interpretou um papel recorrente como Dra. Freed na websérie de drama adolescente Miss Behave. Em 2012, Darbo interpretou Grams em Mickey Matson and the Copperhead Conspiracy. Em novembro de 2012, foi anunciado que Darbo reprisaria seu papel como Nancy Wesley em Days of Our Lives em 2013.
Após três anos de ausência, Darbo retornou às séries em meados de 2016. Nesse ano, ela venceu o Prêmio Emmy do Primetime de melhor atriz em série breve de comédia ou drama por seu trabalho na série Acting Dead. Ela é a primeira vencedora nessa categoria. A partir de 2017, Darbo fez o papel de Shirley Spectra na soap opera The Bold and the Beautiful. Ela saiu da série em março de 2018, mas retornou em novembro do mesmo ano.

## Vida pessoal
Darbo é casada com o diretor Rolf Peter Darbo desde 1973.

## Filmografia

### Cinema
| Ano  | Título                                                      | Personagem                |
| ---- | ----------------------------------------------------------- | ------------------------- |
| 1988 | The Night Before                                            | Bimbo                     |
| 1988 | It Takes Two                                                | Dee Dee                   |
| 1989 | The 'burbs                                                  | Esposa de Art             |
| 1989 | Troop Beverly Hills                                         | Líder da Tropa Mar Vista  |
| 1990 | Spaced Invaders                                             | Mrs. Vanderspool          |
| 1990 | Daddy's Dyin'... Who's Got the Will?                        | Marlene                   |
| 1990 | Gremlins 2: The New Batch                                   | Cliente de Yogurt         |
| 1990 | Ghost Dad                                                   | Enfermeira #2             |
| 1990 | The Willies                                                 | Mrs. Walters              |
| 1991 | Dutch                                                       | Garçonete da Greasy Spoon |
| 1992 | Leaving Normal                                              | 66                        |
| 1992 | The Vagrant                                                 | Doattie                   |
| 1993 | In the Line of Fire                                         | Pam Magnus                |
| 1994 | Corrina, Corrina                                            | Wilma, Garçonete          |
| 1995 | Babe                                                        | Ovelha (voz)              |
| 1996 | Fast Money                                                  | Teebou                    |
| 1996 | House Arrest                                                | Caixa da cafeteria        |
| 1997 | Speed 2: Cruise Control                                     | Ruby Fisher               |
| 1997 | Meia-Noite no Jardim do Bem e do Mal                        | Sara Warren               |
| 1998 | Hamburger Helper (curta-metragem)                           | Mama                      |
| 1999 | Durango Kids                                                | Mrs. Grey                 |
| 2004 | Madhouse                                                    | Betty                     |
| 2005 | Mr. & Mrs. Smith                                            | Mulher dos anos 50        |
| 2005 | Carpool Guy                                                 | Patty                     |
| 2006 | Hatchet                                                     | Shannon Permatteo         |
| 2007 | Moving McAllister                                           | Debbie                    |
| 2007 | Charlie Wilson's War                                        | Leiloeira                 |
| 2010 | The Search for Santa Paws (diretamente em vídeo)            | Senhora Claus             |
| 2011 | Rango                                                       | Delilah / Maybelle (voz)  |
| 2011 | Life at the Resort                                          | Penny                     |
| 2012 | Lose Yourself (diretamente em vídeo)                        | Mulher no salão           |
| 2012 | The Adventures of Mickey Matson and the Copperhead Treasure | Grams                     |
| 2014 | My Trip Back to the Dark Side                               | Nosey Nelly               |
| 2014 | Bitter Inheritance (curta-metragem)                         | Mrs. Phillips             |
| 2015 | Pirate's Code: The Adventures of Mickey Matson              | Grams                     |
| 2016 | Spoken Word (curta-metragem)                                | Diretora                  |
| 2016 | The Remake                                                  | Eileen OConnor            |
| 2016 | Boonville Redemption                                        | Thelma                    |
| 2017 | The Hero                                                    | Diane                     |
| 2018 | Spinning Man                                                | Kelly                     |
| 2018 | God Bless the Broken Road                                   | Rosie                     |

### Televisão
| Ano       | Título                                                    | Personagem                        | Notas                                          |
| --------- | --------------------------------------------------------- | --------------------------------- | ---------------------------------------------- |
| 1983      | The Optimist                                              | A mãe                             | Episódio: "Kid's Stuff"                        |
| 1983      | Bay City Blues                                            | Cheryl Sanders                    | Episódio: "Zircons Are Forever"                |
| 1984      | Riptide                                                   | Mildred Stubowitz                 | Episódio piloto                                |
| 1985      | Diff'rent Strokes                                         | Mãe                               | Episódio: "Arnold Saves the Squirrel"          |
| 1985      | Misfits of Science                                        | Turista                           | Episódio: "Lost Link"                          |
| 1986      | General Hospital                                          | Sally                             | Episódio: "Episode dated 17 January 1986"      |
| 1986      | You Again?                                                | Lady                              | Episódio: "The Strike"                         |
| 1988      | St. Elsewhere                                             | Kathy Goderegius                  | Episódio: "Final Cut"                          |
| 1988      | Punky Brewster                                            | Nancy                             | Episódio: "Wimped Out"                         |
| 1988      | Just the Ten of Us                                        | Enfermeira                        | Episódio: "The Unkindest Cut of All"           |
| 1989      | Mama's Family                                             | Florence                          | Episódio: "Reading the Riot Act"               |
| 1989      | Nashville Beat                                            | Sara Murtry                       | Telefilme                                      |
| 1987      | Growing Pains                                             | Judy Jones                        | Episódio: "Carnival"                           |
| 1988      | Growing Pains                                             | Estelle                           | Episódio: "How the West Was Won: Part 1"       |
| 1988      | Growing Pains                                             | Estelle                           | Episódio: "Graduation Day"                     |
| 1988      | Growing Pains                                             | Luella                            | Episódio: "Fool for Love"                      |
| 1990      | Growing Pains                                             | Estelle                           | Episódio: "Mike, the Teacher"                  |
| 1990      | Roseanne                                                  | Marge Dolman                      | Episódio: "Dream Lover"                        |
| 1990      | Saved by the Bell                                         | Mrs. Hatcher                      | Episódio: "The Babysitters"                    |
| 1990      | The New Adam-12                                           | Doris Furst                       | Episódios: "A Gang of Two" e "Escapees"        |
| 1991      | Seinfeld                                                  | Glenda                            | Episódio: "The Revenge"                        |
| 1991-1992 | Step by Step                                              | Penny Baker                       | 22 episódios                                   |
| 1993      | Johnny Bago                                               | Rhonda                            | Episódio: "Johnny Bago Free at Last"           |
| 1993      | The Boys                                                  | Mrs. Littlewood                   | Episódio: "The Writing Class"                  |
| 1993      | Seinfeld                                                  | Mulher no correio (não creditada) | Episódio: "The Sniffing Accountant"            |
| 1993      | Lois & Clark: The New Adventures of Superman              | Helene Morris                     | Episódio: "I'm Looking Through You"            |
| 1993      | Married... with Children                                  | Ethel                             | Episódio: "Take My Wife, Please"               |
| 1993      | Evening Shade                                             | Vendedora                         | Episódio: "The Dance"                          |
| 1993      | Arly Hanks                                                | Dahlia O'Neill                    | Telefilme                                      |
| 1994      | Secret Sins of the Father                                 | Leslie Holcomb                    | Telefilme                                      |
| 1994      | Roseanne and Tom: Behind the Scenes                       | Roseanne Arnold                   | Telefilme                                      |
| 1994      | The George Carlin Show                                    | Jeanie                            | Episódio: "George Shoots Himself in the Foot"  |
| 1994      | The Last Chance Detectives: Mystery Lights of Navajo Mesa | Arlene                            | Telefilme                                      |
| 1995      | Grace Under Fire                                          | Garçonete                         | Episódio: "Memphis Bound"                      |
| 1996      | The Client                                                | Bertie Lawson                     | Episódio: "Past Imperfect"                     |
| 1996      | Sisters                                                   | Martha                            | Episódio: "Housecleaning"                      |
| 1998      | Ruby Bridges                                              | Miss Spencer                      | Telefilme                                      |
| 1998      | L.A. Doctors                                              | Phoebe Mosely                     | Episódio: "Maybe It's You"                     |
| 2002      | Gilmore Girls                                             | Garçonete                         | Episódio: "Help Wanted"                        |
| 2005      | Rodney                                                    | Irene                             | Episódio: "Charity Ball"                       |
| 2007      | The Wedding Bells                                         | Edith Bretch                      | Episódio: "For Whom the Bells Toll"            |
| 2007      | The Minor Accomplishments of Jackie Woodman               | Balconista da loja de cartões     | Episódio: "Jackie Meets Her Match"             |
| 2007      | Unfabulous                                                | Atendente da Bounce House         | Episódio: "The Birthday"                       |
| 2007      | Unfabulous                                                | Guarda florestal                  | Episódio: "The Quest"                          |
| 2007      | Unfabulous                                                | Enfermeira                        | Episódio: "The Test"                           |
| 2009      | Desperate Housewives                                      | Jean                              | Episódio: "Mama Spent Money When She Had None" |
| 2010      | Dexter                                                    | Senhoria                          | Episódio: "Hello, Bandit"                      |
| 2010      | Miss Behave                                               | Dra. Freed                        | 3 episódios                                    |
| 2011      | It's a Cardboard Life                                     | Angel                             | Episódio piloto                                |
| 2011      | The Middle                                                | Ms. Jacobs                        | Episódio: "Back to Summer"                     |
| 2011      | Miss Behave                                               | Dra. Freed                        | Episódio: "Over My Dead Body"                  |
| 2012      | Desperate Housewives                                      | Jean                              | Episódio: "Finishing the Hat"                  |
| 2012      | Miss Behave                                               | Dra. Freed                        | Episódio: "Goodbye, for Now: Part 1"           |
| 2013      | Devious Maids                                             | Bertha                            | Episódio: "Taking a Message"                   |
| 2013      | Bloomers                                                  | Patsy                             | Episódio: "Yolanda Get Your Gun"               |
| 2014      | Acting Dead                                               | Margot Mullen                     | 8 episódios                                    |
| 2014      | Mystery Girls                                             | Jeanette                          | Episódio: "Death Becomes Her"                  |
| 2015      | The Big Bang Theory                                       | Grace                             | Episódio: "The Perspiration Implementation"    |
| 2016      | Lab Rats: Elite Force                                     | Mrs. Ramsey                       | Episódio: "Power Play"                         |
| 2016      | Ladies of the Lake                                        | Dorothy Nolan                     | 4 episódios                                    |
| 1999-2017 | Days of Our Lives                                         | Nancy Wesley                      | 125 episódios                                  |
| 2017      | Cradle Swapping                                           | Joan                              | Telefilme                                      |
| 2017      | Indoor Boys                                               | Debbie                            | Episódios: "It's Our Bed" e "Mafia"            |
| 2004-2017 | The Bay                                                   | Mickey / Mickey Walker            | 6 episódios                                    |
| 2018      | Indoor Boys                                               | Debbie                            | Episódio: "Surprise"                           |
| 2018      | Ladies of the Lake: Return to Avalon                      | Dorothy Nolan                     | Episódio: "Roth"                               |
| 2018      | Me, Myself and I                                          | Joan                              | Episódio: "Phil Ricozzi"                       |
| 2018      | You Did What?                                             | Sandy Powell                      | 3 episódios                                    |
| 2018      | The Bold and the Beautiful                                | Shirley Spectra                   | 74 episódios                                   |

## Prêmios e indicações
| Ano  | Prêmio                                                                      | Obra              | Resultado | Ref.   |
| ---- | --------------------------------------------------------------------------- | ----------------- | --------- | ------ |
| 1999 | Prêmio Soap Opera Digest de melhor revelação feminina                       | Days of Our Lives | Venceu    | [ 23 ] |
| 2000 | Prêmio Emmy do Daytime de melhor atriz secundária em série dramática        | Days of Our Lives | Indicada  | [ 24 ] |
| 2016 | Prêmio Emmy do Primetime de melhor atriz em série breve de comédia ou drama | Acting Dead       | Venceu    | [ 18 ] |